# Monika Olkisz-Chabros
Monika Olkisz-Chabros (również Monika Chabros) – polska śpiewaczka operowa (sopran), solistka scen operowych w Bydgoszczy, Poznaniu i Warszawie w latach 1981–2006.

## Życiorys
Urodziła się w Warszawie i tam studiowała w Akademii Muzycznej u prof. K. Szczepańskiej. Opera bydgoska była jej pierwszym teatrem muzycznym i miejscem jej scenicznego debiutu w Halce S. Moniuszki (1981). Był to spektakl, którym bydgoska opera i operetka czciła swoje 25-lecie. Po udanym debiucie już w drugim sezonie powierzono jej tytułową rolę w Madame Butterfly G. Pucciniego. Kolejnymi osiągnięciami artystycznymi były partia wokalna w balecie L. Różyckiego Pan Twardowski (1982) i rola Micaeli w Carmen G. Bizeta (1983). W sezonie 1983/1984 zaśpiewała partię Eurydyki w Orfeuszu w piekle J. Offenbacha, Amelii w Balu maskowym G. Verdiego oraz wystąpiła w Tosce G. Pucciniego, zyskując aplauz publiczności. 
W czerwcu 1984 r. uczestniczyła w XXIV Międzynarodowym Konkursie Wokalnym im. Giuseppe Verdiego w Busseto we Włoszech. Otrzymała tam nagrodę specjalną w postaci rocznego stypendium pobytowego we Włoszech, w celu kształcenia głosu pod kierunkiem wybitnych pedagogów z mediolańskiej La Scali. 
Po zaliczeniu włoskiego stypendium i warsztatach wokalnych u C. Castellani została zaangażowana do Teatru Wielkiego w Poznaniu. W 1992 r., po udanej kreacji w tytułowej roli Normy w operze Norma V. Belliniego, została solistką Teatru Wielkiego Opery Narodowej w Warszawie. W tym czasie pojawiała się w Bydgoszczy na gościnnych występach, śpiewając w Halce (1986) i Tosce (1990). W Teatrze Wielkim w Warszawie wystąpiła w Tosce i Halce w rolach tytułowych (Tosca, 1992; Halka, 1995). W 1996 r. dyrektor Opery Nova Maciej Figas zaangażował ją do wykonania tytułowej partii w Turandot G. Pucciniego – premierze odbywanej w ramach III Bydgoskiego Festiwalu Operowego. Rok później wystąpiła w Gali Wokalnej w Bydgoszczy.
Siostra śpiewaczki operowej Marii Olkisz. W 1992 r., po angażu do Teatru Wielkiego w Warszawie, gdzie występowała jej siostra, dla rozróżnienia za teatralne przyjęła nazwisko męża.